# Гаганидзе, Джемал Ермилович
Джемал Ермилович (Ермолаевич) Гаганидзе (груз. ჯემალ ღაღანიძე, 21 апреля 1933, Тифлис — 3 февраля 2023) — советский и грузинский артист театра и кино, заслуженный артист Грузинской ССР (1967), народный артист Грузинской ССР (1980). Почётный гражданин Тбилиси (2022).
Считается артистом, воплотившем в созданных им образах на сцене театра и в кино национальный колорит грузинского народа.

## Биография
Джемал Гаганидзе родился 21 апреля 1933 года в городе Тифлис. Детство прошло в родительском доме в районе Сабуртало.
В 1956 году окончил актёрский факультет Тбилисского государственного театрального института и с того же года был принят в труппу театра Руставели. Был знаковой для театра фигурой, воплотил на сцене множество ролей разного характера, среди них: Цицола («Бахтрион»), товарищ Георгий («Солнечная ночь»), Арчил Пориа («Гвади бигва»), Фируз («В тени Метехи»), купец Котрянц («Ханума»), Лаврентий и Маматхили («Кавказский меловой круг»), Бог I («Добрый человек из Сычуани»), Алкаджи II («Макбет»). Провёл в труппе театра 66 лет и гордился тем, что у него никогда не было дублера и он участвовал во всех 600 представлениях знаменитой постановки «Кавказского мелового круга». Выступал также на сцене театра им. Котэ Марджанишвили
В 1979 году стал лауреатом Государственной премии СССР за исполнение роли в спектакле «Кавказский меловой круг» по пьесе Б. Брехта, поставленном Робертом Стуруа на сцене ГрАДТ имени Ш. Руставели.
В 1980 году в связи с успешными гастролями театра Руставели в Лондоне, имевшими большое культурное и политическое значение, Джемалу Гаганидзе было присвоено звание Народный артист Грузинской ССР.
В 1998 году награждён грузинским орденом Чести.
Джемал Гаганидзе вёл активную общественную жизнь, участвовал в мемориальных мероприятиях и презентациях, бенефисах, на которых выступал как интересный рассказчик, входил в жюри театральных конкурсов. Вместе с другими актёрами театра Руставели выступал в защиту уволенного 9 августа 2011 года из театра главного режиссёра Роберта Стуруа
В 2011 году перед театром Руставели в Тбилиси торжественно открыта звезда Джемала Гаганидзе. В 2022 году присвоено звание Почётный гражданин Тбилиси.
Умер 3 февраля 2023 года на девяностом году жизни. Простились с актёром в Театре Руставели, в церемонии участвовали премьер-министр Ираклий Гарибашвили, председатель правящей партии Ираклий Кобахидзе, мэр Тбилиси Каха Каладзе, другие политики и деятели культуры. Соболезнования выразил председатель парламента Грузии Шалва Папуашвили:

Господин Джемаль прослужил грузинскому театру 67 лет, и за это время он сыграл ряд незабываемых и выдающихся ролей, тем самым навсегда завоевав любовь грузинского зрителя.
Оригинальный текст (груз.)
ბატონი ჯემალი 67 წლის მანძილზე ემსახურებოდა ქართულ თეატრს და ამ დროის განმავლობაში არაერთი დაუვიწყარი და გამორჩეული როლი განასახიერა, რითაც სამუდამოდ შეაყვარა თავი ქართველ მაყურებელს.

Похороны прошли на Сабурталинском кладбище.

## Фильмография
- 2004 «Кавказский меловой круг» — Лаврентий, брат Груше
- 1999 «Дорогая М»
- 1998 «Мой дорогой, любимый дедушка» — Бнело
- 1996 «Макбет» (фильм-спектакль) — вторая ведьма
- 1989 «Отстраненные» (киноальманах) — Иваныч
- 1988 «Чужой» (киноальманах)
- 1988 «Житие дон Кихота и Санчо»
- 1987 «Король Лир» — герцог Альбанский
- 1985 «Самые быстрые в мире» — кахетинец
- 1984 «Рассказ бывалого пилота» — Малхаз
- 1984 «И падал снег над белыми садами»
- 1983 «Бьют — беги»
- 1981 «Цветение винограда»
- 1981 «Распахните окна»
- 1981 «Твой сын, Земля»
- 1979 «Человек ли он?» — Давид
- 1976 «Настоящий тбилисец и другие» — учёный
- 1976 «Как утренний туман»
- 1976 «Древо желания» — Тагриа
- 1975 «Любовь с первого взгляда» (демонстрация восстановленной версии в 1988) —  парикмахер
- 1975 «Побег на рассвете» — Мелконов
- 1975 «Переполох» — товарищ Арчил
- 1975 «Незваные гости» (киноальманах) — Чирики
- 1974 «Ребята с Сиреневой улицы» — сосед Заури
- 1974 «Капитаны»
- 1973 «Щелчки» — Джемал
- 1973 «Приключения Лазаре» — Константинэ (Шахтикотэ)
- 1972 «Саженцы»
- 1972 «Белые камни» (киноальманах)
- 1971 «Перед рассветом» — большевик
- 1971 «Незадачливые похитители»
- 1970 «Мяч, перчатка и капитан» (киноальманах) — инспектор футбольного соревнования
- 1969 «Не горюй!» — мельник
- 1967 «Мой друг Нодар» — Гогия
- 1965 «Простите, вас ожидает смерть»